# 砂 (四條畷市)
砂（すな）は、大阪府四條畷市にある地名。現行行政地名は砂一丁目から砂四丁目。

## 地理
四條畷市の北西部に位置し、東に岡山、南東に西中野、南西に蔀屋新町、北と西に寝屋川市と接している。

## 歴史
- 2013年(平成25年)11月5日 - 住居表示に伴い、大字砂の全域を砂一丁目から砂四丁目に変更し設置[5]。

## 世帯数と人口
2020年（令和2年）4月30日現在（四條畷市発表）の世帯数と人口は以下の通りである。
| 丁目     | 世帯数  | 人口    |
| -------- | ------- | ------- |
| 砂一丁目 | 189世帯 | 400人   |
| 砂二丁目 | 266世帯 | 653人   |
| 砂三丁目 | 185世帯 | 428人   |
| 砂四丁目 | 0世帯   | 0人     |
| 計       | 640世帯 | 1,481人 |

### 人口の変遷
国勢調査による人口の推移。
| 2015年（平成27年） | 1,500人 | [ 6 ] |  |

### 世帯数の変遷
国勢調査による世帯数の推移。
| 2015年（平成27年） | 605世帯 | [ 6 ] |  |

## 学区
市立小・中学校に通う場合、学区は以下の通りとなる（2020年4月時点）。
| 丁目     | 番・番地等 | 小学校               | 中学校                   |
| -------- | ---------- | -------------------- | ------------------------ |
| 砂一丁目 | 全域       | 四條畷市立岡部小学校 | 四條畷市立四條畷西中学校 |
| 砂二丁目 | 全域       | 四條畷市立岡部小学校 | 四條畷市立四條畷西中学校 |
| 砂三丁目 | 全域       | 四條畷市立岡部小学校 | 四條畷市立四條畷西中学校 |
| 砂四丁目 | 全域       | 四條畷市立岡部小学校 | 四條畷市立四條畷西中学校 |

## 事業所
2016年（平成28年）現在の経済センサス調査による事業所数と従業員数は以下の通りである。
| 丁目     | 事業所数  | 従業員数 |
| -------- | --------- | -------- |
| 砂一丁目 | 24事業所  | 380人    |
| 砂二丁目 | 15事業所  | 77人     |
| 砂三丁目 | 15事業所  | 135人    |
| 砂四丁目 | 172事業所 | 2,174人  |
| 計       | 226事業所 | 2,766人  |

## 交通
- 国道170号

## 施設
- イオンモール四條畷(西半分は寝屋川市にある。住所は砂4丁目。)
- 大阪府立交野支援学校 四條畷校
- 四條畷市立岡部小学校

## その他

### 日本郵便
- 郵便番号 : 575-0001[3]（集配局：四條畷郵便局[9]）。